# François Migault
François Marie Edouard Migault (Le Mans, 4 dicembre 1944 – Parigné-l'Évêque, 29 gennaio 2012) è stato un pilota automobilistico francese che ha gareggiato anche in Formula 1.
Oltre che sulle monoposto ha gareggiato su vetture a ruote coperte, partecipando a molte edizioni della 24 Ore di Le Mans.
È morto il 29 gennaio 2012, affetto da cancro; riposa nel cimitero di Chemiré-le-Gaudin.

## Carriera

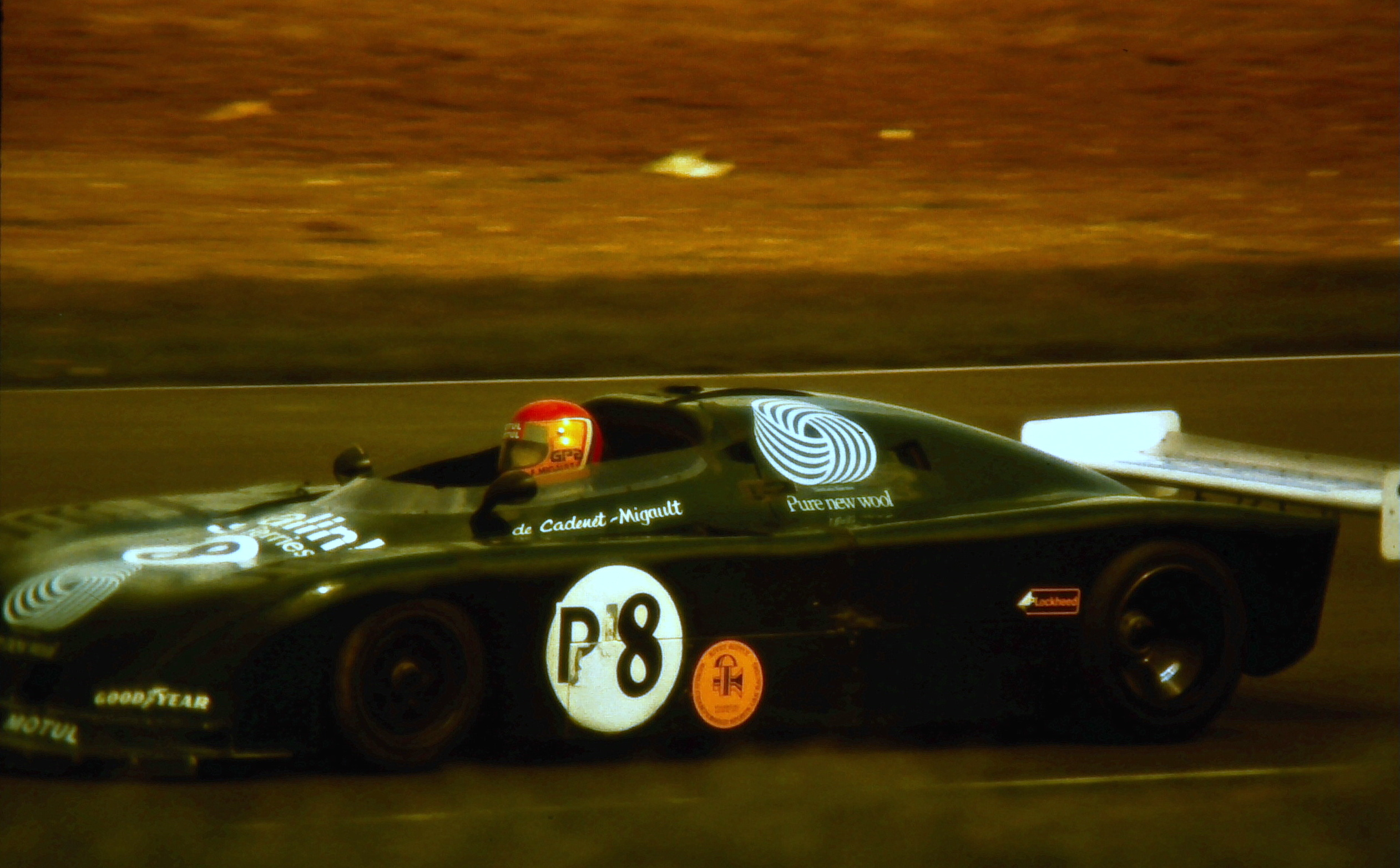
Migault su De Cadenet Lola alla 6 ore di Silverstone 1979

La carriera motoristica di Migault inizia nel 1968, con la vittoria del Volante Shell, una scuola di pilotaggio attiva dal 1962 al 1994.
Per la stagione successiva il francese prese parte, insieme a Mieusset e Rodriguez, alla 24 Ore di Le Mans con la Ferrari Dino 206 S iscritta da Luigi Chinetti; ritirandosi a causa di un incidente durante le prove.
Il 1970 lo vide in azione nel campionato Formula 3 a bordo di una Tecno motorizzata Ford; nel 1971 rinnovò l'impegno con Tecno in Formula 3 e prese parte anche a due gare del campionato Formula 2.
Debuttò, quindi, in Formula 1 nel 1972 al volante della Connew con cui, per varie vicissitudini poté prendere parte solo all'appuntamento austriaco.
Fece, quindi, ritorno al campionato Formula 2 per la stagione 1973 al volante di una Pygmee del team Shell-Arnold.
Dal 1974 ottenne ingaggi in F1, dapprima con la scuderia Motul-Brm per la quale, al fianco di Jean-Pierre Beltoise e Henri Pescarolo, condusse le BRM P160 e BRM P201 ottenendo il 14º posto al gran premio di casa, che sarà il suo miglior risultato in carriera; il 1975 lo vide al via in Spagna e Belgio sulla Hill GH1 del team Embassy Hill e al Gran Premio di Francia sulla FW01 del team Williams.
Nonostante gli impegni con le vetture formula il francese continuò a prendere parte alle gare sport concorrendo, tra le altre, con Ligier JS2, Ferrari 365 GTB/4, Lola serie T280-T290 e Dome S101 con cui gareggiò per l'ultima volta alla 24 Ore di Le Mans 2002.
Durante la sua carriera Migault colse anche due terzi e un secondo posto alla 24 ore di Le Mans.

## Risultati in F1
| 1972 | Scuderia | Vettura |  |  |  |  |  |  |  |  |     |  |  |  |  |  |  | Punti | Pos. |
| ---- | -------- | ------- |  |  |  |  |  |  |  |  | --- |  |  |  |  |  |  | ----- | ---- |
| 1972 | Connew   | PC1     |  |  |  |  |  |  |  |  | Rit |  |  |  |  |  |  | 0     |      |

| 1974 | Scuderia | Vettura      |     |    |    |     |    |     |  |     |    |    |    |  |     |  |  | Punti | Pos. |
| ---- | -------- | ------------ | --- | -- | -- | --- | -- | --- |  | --- | -- | -- | -- |  | --- |  |  | ----- | ---- |
| 1974 | BRM      | P160E e P201 | Rit | 16 | 15 | Rit | 16 | Rit |  | Rit | 14 | NC | NQ |  | Rit |  |  | 0     |      |

| 1975 | Scuderia      | Vettura  |  |  |  |    |  |     |  |  |    |  |  |  |  |  |  | Punti | Pos. |
| ---- | ------------- | -------- |  |  |  | -- |  | --- |  |  | -- |  |  |  |  |  |  | ----- | ---- |
| 1975 | Hill Williams | GH1 FW04 |  |  |  | NC |  | Rit |  |  | NP |  |  |  |  |  |  | 0     |      |

| Legenda | 1º posto     | 2º posto | 3º posto    | A punti         | Senza punti/Non class.  | Grassetto – Pole position Corsivo – Giro più veloce |
| Legenda | Squalificato | Ritirato | Non partito | Non qualificato | Solo prove/Terzo pilota | Grassetto – Pole position Corsivo – Giro più veloce |